# Mussaenda tristigmatica
Mussaenda tristigmatica är en måreväxtart som beskrevs av George Baker Cummins. Mussaenda tristigmatica ingår i släktet Mussaenda och familjen måreväxter. Inga underarter finns listade i Catalogue of Life.